# Open Content Alliance
Open Content Alliance (OCA) — консорциум коммерческих и некоммерческих организаций, занимающийся оцифровкой печатных изданий для свободного распространения в интернете. Создан в октябре 2005 года в качестве альтернативы проекту Google Books. Главными партнёрами-сооснователями стали Архива Интернета, Yahoo, библиотеки Университета Торонто и Калифорнийского университета, а также Национальные архивы Великобритании. Спустя несколько недель к проекту присоединился Microsoft, Research Libraries Group, Biodiversity Heritage Library, Библиотеки и архивы Смитсоновского института. К 2008 году в OCA входило около 80 организаций. К 2010 году работа OCA окончательно остановилась из-за выхода из консорциума Microsoft и Yahoo. На 2023 год OCA больше не занимается оцифровкой материалов.
В рамках проекта библиотеки предоставляли OCA свои коллекции для оцифровки, в то время как корпоративные спонсоры и Архив Интернета занимались техническими и финансовыми вопросами. В отличие от Google Books, OCA сканировал только те работы, на которые было получено разрешение владельцев авторских прав, или которые уже находились в общественном достоянии. В рамках OCA было оцифровано более 3 млн печатных изданий из коллекций партнёрских библиотек, из которых около 300 тысяч были опубликованы на сайте Open Library.

## История

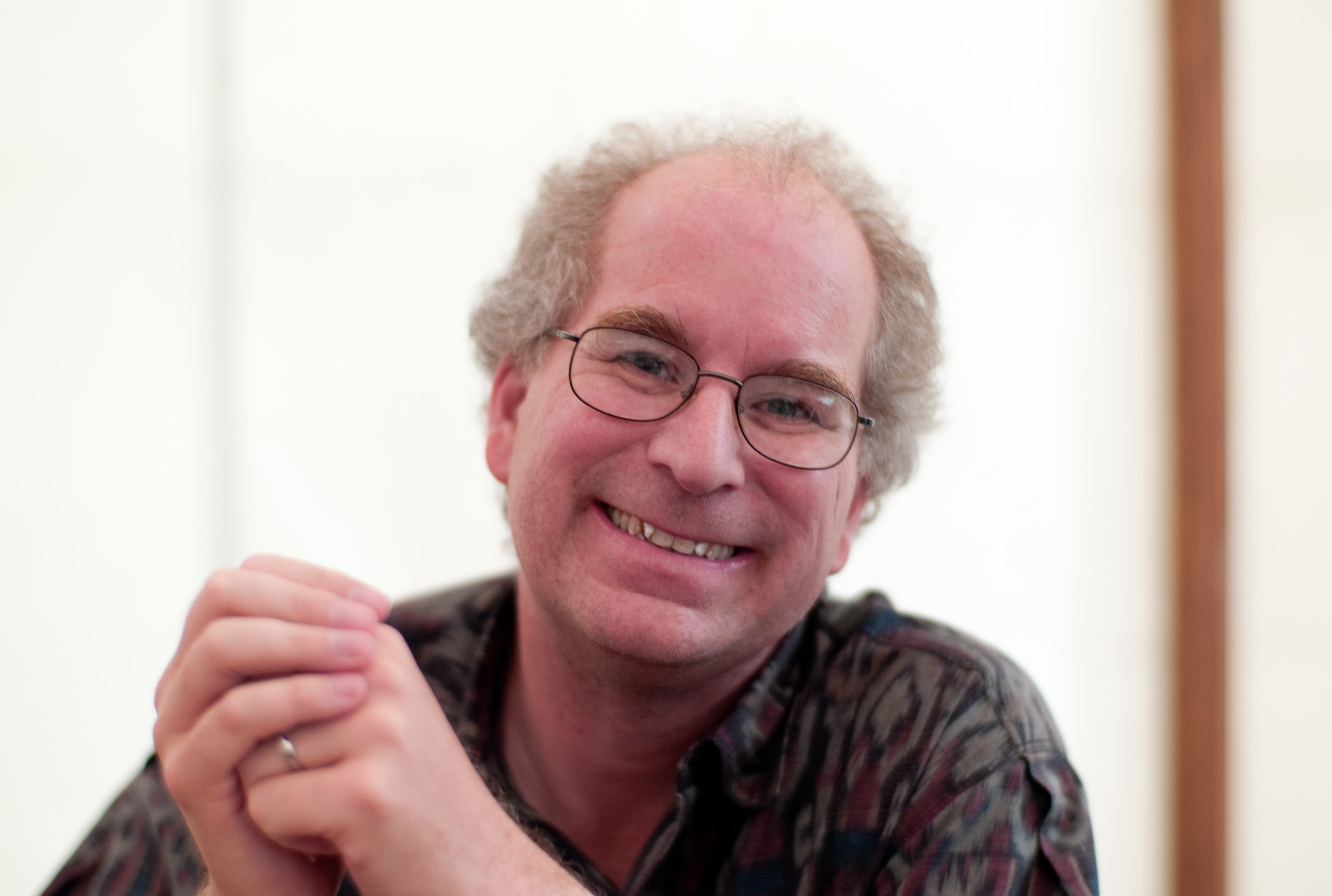
Основатель Open Content Alliance Брюс Кейл в 2009 году

Open Content Alliance (OCA) был создан в 2005 году в качестве альтернативы Google Print (сейчас — Google Books) — крупнейшему проекту по массовой оцифровке печатных изданий. Инициатором создания консорциума был основатель Архива Интернета Брюстер Кейл. Интернет-активист открыто высказывал опасения, что проект от Google противоречит принципам открытой науки. Более того, решение компании публиковать все материалы исключительно на портале Google Books может привести к монополизации научного знания. Поэтому Кейл решил создать альтернативный консорциум коммерческих и некоммерческих организаций, выступающих за открытое распространение оцифрованных работ. В отличие от Google, OCA занимался оцифровкой только тех материалов, на которые было получено разрешение владельцев авторских прав. При этом все книги были бы доступны для просмотра и скачивания для всех пользователей через портал Архива Интернета.
Со-основателями OCA также были Yahoo!, библиотеки Университета Торонто и Калифорнийского университета, а также Национальные архивы Великобритании. Спустя несколько недель к проекту присоединились Microsoft, Research Libraries Group, Biodiversity Heritage Library, Библиотеки и архивы Смитсоновского института, Колумбийский университет, Университет Эмори, Университет Джонса Хопкинса, Макмастерский университет, Университет Райса, Йоркский университет, Университет Британской Колумбии, Оттавский университет, Питтсбургский университет. В 2007 году в консорциум вступили библиотеки Иллинойского университета. К 2008 году более 80 организаций, включая крупнейшие библиотеки, научно-исследовательские учреждения и коммерческие организации, стали частью OCA.
За три года работы OCA отсканировал более 3 млн книг из коллекций партнёрских организаций. Однако в 2008 году один из крупнейших спонсоров проекта Microsoft принял решение покинуть консорциум. Компания заявила, что намеревается изменить стратегию интеграции печатных материалов в свои алгоритмы поиска и запустит поисковых роботов, чтобы «захватывать» уже собранную информацию из других репозиториев. При этом Microsoft сняла все контрактные ограничения на уже оцифрованный контент и передала оборудование партнёрским организациям консорциума. Спустя несколько лет проект покинула Yahoo!, заявив о нежизнеспособности подобной бизнес-модели. Точная дата прекращения работы OCA неизвестна, однако на 2023 год партнёрские организации больше не занимаются оцифровкой.

## Принцип работы
OCA оцифровывал только работы, которые относились к общественному достоянию или для которых было получено разрешение на копирование от правообладателей. В 2005 году Кейл объявил о планах OCA оцифровать 80 % книг, изданных между 1923 и 1964 годами, а также расширить эту коллекцию, включив произведения с недоступным правообладателем. В течение нескольких лет консорциум планировал выложить в открытый доступ сотни тысяч книг. Все оцифрованные работы планировалось хранить на серверах Архива Интернета.
Участники консорциума были ответственны за различные аспекты проекта. Так, Hewlett Packard Enterprise и Adobe предоставили оборудование для оцифровки, Архив Интернета отвечал за организационный процесс. Yahoo! индексировала содержание и финансировала оцифровку первоначального корпуса американской литературы из коллекции Калифорнийского университета. Общий вклад Yahoo! оценивался в сумму от $300 000 до $500 000 за первый год. Хотя проект не приносил компании прямой выгоды, индексация полученного контента существенно улучшила поисковую систему Yahoo!. Библиотеки Калифорнийского университета вложили $500 000 за оцифровку 5000 томов художественной литературы. Национальные архивы Великобритании предоставляли коллекцию фильмов и других медиаматериалов. Research Libraries Group планировала предоставить библиографическое описание для всех оцифрованных работ. Microsoft сделала наибольший вклад в развитие проекта, вложив около $5 млн для оцифровки более 150 000 книг. Однако компания имела свои коммерческие интересы в проекте — оцифрованные работы планировалось выкладывать на специализированный книжный портал MSN. Microsoft планировала открыть бесплатный доступ к работам, не защищённым авторским правом, и взимать плату за доступ к защищенным материалам..
Оплачивали оцифровку коллекций сами библиотеки, однако на практике многие из них получили гранты от таких организаций, как Фонд Альфреда Слоуна. Также в начале проекта большую часть затрат по оцифровке оплатила Microsoft, компанию особенно интересовала американская литература и она самостоятельно выбирала тематический охват для оцифровки из доступных коллекций партнёрских библиотек. Библиотеки, которые самостоятельно платили за собственное сканирование с помощью OCA, выбирали материалы для оцифровки по своему усмотрению. Например, библиотеки Бостонского университета выделили $845 000 долларов на оцифровку своей коллекции.

## Оцифровка
Оцифрованные материалы доступны через портал Open Library Архива Интернета. Поисковые системы, включая Google, могут свободно направлять пользователей к материалам. Процесс оцифровки работал аналогично системе Google Books: каждая библиотека согласовывала список произведений с OCA, после чего консорциум предоставлял оборудование и персонал для сканирования. После этого сотрудники библиотеки доставляли материалы в местное отделение OCA, где происходил процесс оцифровки. Персоналу, не относящемуся к OCA, не разрешалось пользоваться оборудованием, но, в отличие от Google, консорциум пускал людей на объекты сканирования.
Оцифровка каждой книги обходилась консорциуму примерно в $30. OCA разработал специальную систему оптического распознавания символов под названием Scribe. Устройство имело схожую конструкцию с линейкой Kirtas Technology APT BookScan и использовала цифровые камеры Canon EOS-1Ds Mark II. Как и в проекте Google Books, для переворачивания страниц были наняты операторы. Они также нажимали на специальную педаль, автоматически опускающую V-образную стеклянную пластину на книгу для сглаживания страниц. Качество каждой отсканированной работы проверялось отдельно и при необходимости оцифровка проводилась повторно. В среднем оператор Scribe оцифровывал 350 страниц в час или одну страницу в 10 секунд. Полученные изображения в формате JPEG загружали на локальный компьютер и передавали на основные сервера OCA для дальнейшей обработки.
Доступ к материалам OCA осуществлялся через портал OCA и сайт Архива Интернета. Однако политика использования материалов и доступ к тем или иным работам зависят от параметров и устанавливаются содействующими учреждениями. Например, коллекция американской литературы Калифорнийского университета не имеет ограничений и может быть загружена и повторно использована для любых целей.

## Критика
Проект консорциума по масштабной оцифровке печатных изданий уступает по известности лишь Google Books. Благодаря заявленным принципам прозрачности и публичной приверженности идеалам открытой науки многие активисты и библиотекари рассматривали работу OCA как «окончательную ступень в демократизации мирового знания». Основатели проекта рассчитывали собрать крупную сеть университетских библиотек, многие из которых не заключали контракт с Google Books из-за опасений работы с коммерческим гигантом.
Однако многие библиотечные системы и некоммерческие организации начали критиковать консорциум, говоря о том, что по своей сути организация не отличается от Google Books, а вовлечённый в процесс Microsoft имеет такие же коммерческие интересы, как и Google. Отдельные исследования показали, что несмотря на заявленную прозрачность, OCA являлся достаточно закрытой организацией в плане подхода к оцифровке данных. Так, консорциум опубликовал даже меньше технической информации о своей работе, чем Google Print. Техническая документация Scribe была недоступна для широкого круга, хотя сама программа была выпущена с открытым исходным кодом.
В результате проект не достиг масштабов и популярности Google Books. Считается, что одной из главных причин неудачи проекта — общее нежелание библиотек доверять коллекции частным корпорациям.